# Гербова печатка

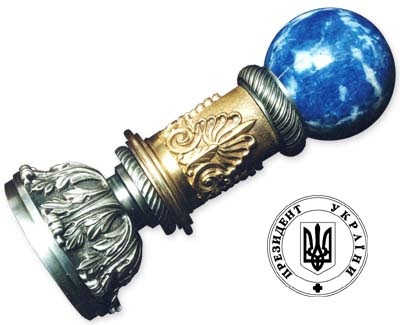
Гербова Печатка Президента України та її відбиток

Велика печать УНР (В. Кричевський, 1918)

Державна печатка Української Держави (1918).

Ге́рбова печа́тка — невеличкий гумовий чи металевий предмет, що має в центрі кліше друку дзеркальне відображення Державного герба країни, що засвідчує підпис посадових осіб, яким делеговано право підпису документів по напрямах їх діяльності.

## Гербова печатка Президента України
Одним зі зразків Державних символів Президента України є Гербова печатка Президента України. Вона має круглу форму. У центрі — зображення малого Державного Герба України, над яким по колу напис «Президент України». Під зображенням малого Державного Герба України — стилізоване зображення знака відзнаки Президента України «Ордена князя Ярослава Мудрого».
Гербова печатка Президента України використовується для засвідчення підпису Президента України на грамотах, посвідченнях до президентських відзнак і почесних звань України, а також на посланнях Президента України главам інших держав.

## Гербова печатка військової частини
Одним з головних атрибутів військової частини є наявність гербової печатки частини, якою засвідчується підпис командира частини на документах. У військовій частині існує два типи гербової печатки: з умовним найменуванням військової частини для нетаємних документів, та з дійсним найменуванням частини для таємних документів, так звані «відкрита» та «закрита» печатки.
Гербова печатка зберігається та використовується начальником штабу частини.

## Поводження з гербовою печаткою
Відбиток гербової печатки проставляється таким чином, щоб він охоплював останні кілька літер назви посади особи, яка підписала документ. На документах фінансового характеру відбиток проставляється на спеціально відведеному місці. Як правило, це місце нанесення відбитку позначається символом «М. П.» без захоплення найменування посади і підпису. Відбиток гербової печатки повинний бути чітким, а розташування гербу правильним.
Гербова печатка проставляється на копіях документів для завірення їх достовірності. Відмітка про завірення копії проставляється нижче за реквізит «Підпис» і включає напис, що засвідчує «Згідно з оригіналом», найменування посади особи, що завірила копію, її особистий підпис, Ініціал(и), прізвище і дату завірення.